# Sergio Akieme
Sergio Akieme Rodríguez (Madrid, 16 de diciembre de 1997) es un futbolista profesional español que juega como defensa para el Stade de Reims de la Ligue 2.

## Trayectoria

### Inicios
Se formó en las bases del C. P. Parla Escuela y en juveniles pasó al Rayo Vallecano. Tras debutar con el equipo filial fue convocado en bastantes ocasiones con el primer equipo durante la temporada 2016-17 en la Liga 1|2|3 y avisado de que la próxima campaña obtendría ficha con el primer equipo.

### Rayo Vallecano
En junio de 2017, aún con ficha del filial, debutó con el Rayo frente al Sevilla Atlético. Con apenas 19 años, jugó quince minutos en el Ramón Sánchez Pizjuán, al sustituir al delantero guineano Lass Bangoura.
Para la temporada 2017-18 obtuvo ficha con el primer equipo del Rayo ocupando el puesto de segundo lateral izquierdo. Su primer partido de la temporada lo jugó como titular contra el C. D. Tenerife en una derrota por 0-3 en la Copa del Rey.

### F. C. Barcelona "B"
El 2 de septiembre de 2019 el Fútbol Club Barcelona hizo oficial su fichaje para las siguientes dos temporadas con opción a otras dos para jugar con el filial.

### U. D. Almería
El 19 de septiembre de 2020 la U. D. Almería y el F. C. Barcelona llegaron a un acuerdo para su cesión al conjunto indálico. Dicha cesión incorporaba una opción de compra por 3,5 millones de euros si disputaba más de 22 partidos. Alcanzó esa cantidad de encuentros y el 7 de julio de 2021 se hizo efectivo el traspaso al Almería.
Permaneció tres temporadas y media, en la que logró un ascenso a la Primera División, y jugó 120 encuentros en los que marcó seis goles y dio el mismo número de asistencias. Se marchó el 1 de febrero de 2024 después de ser traspasado al Stade de Reims.

## Selección nacional
Ha representado a España en categorías inferiores.

## Clubes
| Club                | País    | Año       |
| ------------------- | ------- | --------- |
| Rayo Vallecano      | España  | 2015-2019 |
| F. C. Barcelona "B" | España  | 2019-2020 |
| U. D. Almería       | España  | 2020-2024 |
| Stade de Reims      | Francia | 2024-act. |